# 平山真希
平山 真希（ひらやま まき、1980年7月9日 - ）は、地方競馬の浦和競馬場の元騎手（蓬田稔厩舎所属）、現調教師である。地方競馬教養センター長期騎手課程第71期生。

## 来歴
2000年3月31日付けで地方競馬騎手免許を取得し、一ノ瀬司厩舎からデビュー。同年4月17日第1回浦和競馬1日目第4競走C3八組条件戦チャーミングモネで初騎乗（10頭立て1番人気4着）。同年5月30日第2回浦和競馬2日目第7競走C2三組条件戦をドウカンパッサーで優勝（12頭立て3番人気）し、12戦目で初勝利。同年12月6日中津競馬場で実施された第4回卑弥呼杯出場（10人中4位）。
2002年4月13日、14日に益田競馬場で実施された女性騎手招待競走に出走。同月付けで一ノ瀬司厩舎から廣瀬龍夫厩舎へ所属変更。
2004年10月20日荒尾競馬場で実施された全日本レディース招待競走出場（11人中10位）。
2005年4月1日付けで廣瀬龍夫厩舎から牧坂徹厩舎へ所属変更。同年11月22日荒尾競馬場で実施された全日本レディース招待競走出場（12人中9位）。
2006年5月31日付けで牧坂徹調教師廃業、厩舎解散のため、横山保厩舎を経て桑田孝雄厩舎へ所属変更し、その後同年9月1日付けで牛房榮吉厩舎へ所属変更。同年レディースジョッキーズシリーズ出場（10人中7位）。
2007年レディーズジョッキーズシリーズ出場（11人中5位）。
2008年レディーズジョッキーズシリーズ出場（10人中4位）。
2009年6月1日付けで牛房榮吉厩舎から蓬田稔厩舎へ所属変更。
2011年、平成23年度第1回調教師試験に合格、6月1日付けで調教師となった。
騎手としての通算成績は856戦25勝・2着50回・3着35回・勝率2.9%・連対率8.8%。
調教師としての初出走・初勝利は、2011年8月8日浦和競馬第1競走（ジュピタービギン 1着）。なお、女性調教師の管理馬初出走・初勝利は、史上初の快挙。
2019年、第14回さいたま輝き荻野吟子賞「さわやかチャレンジ部門」受賞。
2024年5月23日、浦和競馬第3競走をポップコーンで勝利し、地方通算500勝を達成した。女性調教師では谷あゆみ（ばんえい競馬）に次いで2人目、平地では初めての達成となった。

## 主な管理馬
- エンパイアペガサス（2017年報知グランプリカップ、2018年オグリキャップ記念）
- ナニハサテオキ（2024年フリオーソレジェンドカップ、埼玉新聞栄冠賞）

## 厩舎所属者
- 中島良美（騎手、2019年10月1日-15日)
- 七夕裕次郎（騎手、2020年10月[16]-）